# تشوبة درق
تشوبة درق هي قرية في مقاطعة خدا أفرين، إيران. عدد سكان هذه القرية هو 112 في سنة 2006.